# Kickboxer 5 : Le Dernier Combat
Série Kickboxer
Kickboxer 4
(1994) Kickboxer: Vengeance
(2016)
Pour plus de détails, voir Fiche technique et Distribution.
Kickboxer 5 : Le Dernier Combat (Kickboxer 5: The Redemption) est un film américain réalisé par Kristine Peterson, sorti direct-to-video en 1995. Il s'agit du cinquième film de la série Kickboxer.

## Synopsis
À l'issue de son combat victorieux en finale des championnats des États-Unis de kickboxing, Johnny reçoit la visite de représentants de la Negaal Fédération, une association indépendante qui entend recruter tous les meilleurs représentants de ce sport. Malgré les mises en garde de son ami Matt Reeves lui même ex-champion et aujourd'hui professeur de kickboxing, Johnny accepte le rendez-vous que lui fixent ses visiteurs. Comme Matt le pressentait, l'entrevue tourne au drame : Johnny, qui refuse de signer un contrat le liant définitivement à la Negaal Fédération, est abattu. Matt se jure de venger son ami.

## Fiche technique
Sauf indication contraire, les informations mentionnées dans cette section peuvent être confirmées par la base de données cinématographiques IMDb,  présente dans la section « Liens externes ».
- Titre original : Kickboxer 5: The Redemption
- Titre français : Kickboxer 5 : Le Dernier Combat ou Kickboxer 5 : La rédemption pour la sortie DVD
- Réalisation : Kristine Peterson
- Scénario : Rick Filon
- Direction artistique : Emilia Roux
- Décors : Robert Van der Coolwijk
- Costumes : Jo Katsaras
- Montage : Kert Vandermeulen
- Musique : John Massari
- Production : Michael S. Murphey
- Société de production : Kings Road Entertainment
- Société de distribution : Trimark Pictures (États-Unis)
- Budget : n/a
- Pays d'origine :  États-Unis
- Langue originale : anglais
- Genre : action
- Durée : 84 minutes
- Dates de sortie en vidéo[1] : 
  -  États-Unis : août 1995

## Distribution
- Mark Dacascos (VF : Chris Bénard) : Matt Reeves
- James Ryan (en)(VF : Bruno Devoldère) : M. Negaal
- Geoff Meed (VF : Thierry Mercier) : Paul Croft
- Tony Caprari : Moon
- Greg Latter : Bollen
- Duane Porter : Bull
- George Moolman : Pinto
- Rulan Booth : Angie
- Robert Whitehead : Tito
- Denney Pierce : Johnny
- John Hussey : Chalky
- Dale Cutts : l'entraineur
- Mathew Stewardson : le valet
- Burton Richardson : Jack
- Robin Smith : le chauffeur
- Patrick Emerson : le champion français
- Gavin Hood : le champion allemand